# Dysdera sciakyi
Dysdera sciakyi là một loài nhện trong họ Dysderidae.
Loài này thuộc chi Dysdera. Dysdera sciakyi được Carlo Pesarini miêu tả năm 2001.